# Cerithium eburneum
El caracol marino Cerithium eburneum es una especie de molusco gasterópodo de la familia Cerithiidae. Este gasterópodo es herbívoro.

## Clasificación y descripción
La concha de este gasterópodo es turriforme. El color es blanco amarillento, aunque en ocasiones está manchada con un color marrón-rojizo. Presenta una espira con seis a siete vueltas, cada una de ellas con cuatro a seis hileras espirales de entre 18 y 22 nódulos pequeños, generalmente más grandes hacía la parte central. La apertura es estrecha y presenta una muesca en el ángulo superior del labio externo. El canal sifonal es corto. El opérculo es córneo y de color amarillento. Alcanza hasta los 20 mm de longitud total.

## Distribución
La especie Cerithium eburneum se distribuye en el Golfo de México y en el mar Caribe, desde Tamaulipas hasta Quintana Roo en México.

## Hábitat
Esta especie de gasterópodo habita en aguas someras. Frecuentemente ha sido observado en lagunas costeras y estuarios con fondos de arena o sobre vegetación.

## Estado de conservación
Hasta el momento en México no se encuentra en ninguna categoría de protección, ni en la Lista Roja de la IUCN (International Union for Conservation of Nature) ni en CITES (Convención sobre el Comercio Internacional de Especies Amenazadas de Fauna y Flora Silvestres).